# 法兰克福特
法兰克福特（英語：Frankford）是一个美國城市，位於密苏里州派克县。根據2010年的人口普查，當地人口為323人。

## 地理
法蘭克福特位于 39°29′36″N 91°19′15″W / 39.49333°N 91.32083°W (39.493255,-91.320831)。
根据美国人口普查局，该城市的总面積為0.52平方英里（1.35平方）。